# Ловздар-е Воста
Ловздар-е Воста (перс. لوزدروسطي) — село в Ірані, у дегестані Гендудур, у бахші Сарбанд, шагрестані Шазанд остану Марказі. За даними перепису 2006 року, його населення становило 69 осіб, що проживали у складі 21 сім'ї.

## Клімат
Середня річна температура становить 11,81 °C, середня максимальна – 31,30 °C, а середня мінімальна – -11,73 °C. Середня річна кількість опадів – 284 мм.
| Клімат поселення                              | Клімат поселення | Клімат поселення | Клімат поселення | Клімат поселення | Клімат поселення | Клімат поселення | Клімат поселення | Клімат поселення | Клімат поселення | Клімат поселення | Клімат поселення | Клімат поселення | Клімат поселення |
| Показник                                      | Січ.             | Лют.             | Бер.             | Квіт.            | Трав.            | Черв.            | Лип.             | Серп.            | Вер.             | Жовт.            | Лист.            | Груд.            |                  |
| Середній максимум, °C                         | 7,02             | 8,96             | 13,82            | 19,82            | 24,99            | 30,68            | 31,30            | 30,38            | 25,97            | 20,54            | 13,18            | 7,44             |                  |
| Середня температура, °C                       | −2,36            | −0,41            | 4,44             | 10,45            | 15,61            | 21,32            | 25,28            | 24,36            | 19,96            | 14,53            | 7,16             | 1,42             |                  |
| Середній мінімум, °C                          | −11,73           | −9,79            | −4,93            | 1,07             | 6,24             | 11,94            | 19,27            | 18,35            | 13,94            | 8,52             | 1,15             | −4,6             |                  |
| Норма опадів, мм                              | 46               | 42               | 52               | 36               | 27               | 5                | 1                | 1                | 0                | 6                | 26               | 42               |                  |
| Середньомісячна швидкість вітру, м/с          | 1.34             | 2.35             | 2.63             | 2.82             | 2.55             | 2.49             | 2.44             | 2.26             | 2.22             | 1.91             | 1.60             | 1.29             |                  |
| Середньомісячна сонячна радіація, кДж/м²·день | 9591             | 12692            | 15359            | 18567            | 22602            | 27002            | 25900            | 24350            | 21504            | 16166            | 11396            | 9331             |                  |
| --------------------------------------------- | ---------------- | ---------------- | ---------------- | ---------------- | ---------------- | ---------------- | ---------------- | ---------------- | ---------------- | ---------------- | ---------------- | ---------------- | ---------------- |
| Джерело:                                      |                  |                  |                  |                  |                  |                  |                  |                  |                  |                  |                  |                  |                  |